# Liechtensteiner Eishockey und Inline Verband
Liechtensteiner Eishockey und Inline Verband ordnar med organiserad inlinehockey och ishockey i Liechtenstein. Liechtenstein inträdde den 4 oktober 2001 i IIHF.